# Nilssonia
Nilssonia (лат.) — род черепах семейства Трёхкоготные черепахи (Trionychidae). Ранее включался в род Trionyx
Виды этого рода распространены в Южной Азии от Пакистана на западе до Мьянмы на востоке.

## Виды
Род включает 5 видов:
- Nilssonia formosa — красивый трионикс
- Nilssonia gangetica (Aspideretes gangeticus) — гангский трионикс
- Nilssonia hurum (Aspideretes hurum) — глазчатый трионикс
- Nilssonia leithii (Aspideretes leithii)
- Nilssonia nigricans (Aspideretes nigricans) — тёмный трионикс

Иногда 4 из них выделяют в род Aspideretes.